# Madavan-e Sofla
Mādavān-e Soflá o Mādavān-e Pā'īn (farsi مادوان سفلي) è una città dello shahrestān di Boyer Ahmad, circoscrizione di Centrale, nella provincia di Kohgiluyeh e Buyer Ahmad. Aveva, nel 2006, 3.239 abitanti.